# Mirosternus punctatus
Mirosternus punctatus är en skalbaggsart som beskrevs av Sharp 1881. Mirosternus punctatus ingår i släktet Mirosternus och familjen trägnagare. Inga underarter finns listade i Catalogue of Life.